# Liste der Naturdenkmale in Schaafheim
Die Liste der Naturdenkmale in Schaafheim nennt die in Schaafheim im Landkreis Darmstadt-Dieburg in Hessen gelegenen Naturdenkmale. Sie sind nach § 28 Bundesnaturschutzgesetz (BNatschG) geschützt.
| Bild                          | Bezeichnung     | Ortsteil, Lage                           | Beschreibung                   | Art | Nr. |
| ----------------------------- | --------------- | ---------------------------------------- | ------------------------------ | --- | --- |
| mehr Fotos \| Fotos hochladen | Schiffsweg-Hohl | Schaafheim 49° 54′ 46,7″ N, 9° 0′ 0,3″ O | Hohlweg mit Lössabbruchkanten. |     | 43  |

## Belege
1. ↑  
Karte "Umweltschutz". BürgerGIS Landkreis Darmstadt-Dieburg. Landkreis Darmstadt-Dieburg, abgerufen am 4. April 2020.
2. ↑  
Verordnung zur Sicherung von Naturdenkmalen im Landkreis Dieburg. (pdf; 26 kB) Der Kreisausschuß des Landkreises Dieburg, 27. Mai 1959, abgerufen am 21. Juli 2016.

- Karte mit allen Koordinaten:
- OSM |
- WikiMap